# Carlo di Gontaut
Carlo di Gontaut, I duca di Biron (Saint-Blancard, 1562 – Parigi, 31 luglio 1602), figlio di Armand de Gontaut-Biron, fu un nobile e militare francese, famoso per l'amicizia che aveva con Enrico IV, che però tradì.

## Biografia
Carlo di Gontaut, duca di Biron, figlio di Armand de Gontaut, barone de Biron, nacque nel castello di Saint-Blancard, in Occitania. Combatté brillantemente per il partito reale contro la Lega cattolica nelle ultime fasi delle guerre di religione in Francia. Fu nominato ammiraglio di Francia nel 1592 e maresciallo nel 1594, e successivamente maresciallo generale degli accampamenti e delle armate del re, governatore di Borgogna nel 1595. Conquistò Beaune, Autun, Auxonne e Digione, e si distinse nella battaglia di Fontaine-Française.
Nel 1596 fu inviato a combattere gli spagnoli nelle Fiandre, in Piccardia e in Artois. Dopo la pace di Vervins adempì ad una missione a Bruxelles nel 1598 e, nello stesso anno, divenne Pari di Francia. Dopo aver compiuto missioni diplomatiche per conto di Enrico IV in Inghilterra e in Svizzera nel 1600, Biron si lasciò coinvolgere in intrighi con la Spagna e il ducato di Savoia. Nonostante ciò, nello stesso anno prese parte a una spedizione militare contro il duca di Savoia durante la guerra franco-savoiarda. In quel contesto, fu concepita una congiura che prevedeva l'invasione della Francia da parte di due eserciti — uno spagnolo e uno sabaudo — mentre si cercava di sollevare gli ugonotti contro un re che li avrebbe abbandonati, con l’obiettivo di deporlo (e forse anche di assassinarlo). In caso di successo, con la Francia smembrata tra le potenze straniere, Biron avrebbe ricevuto il ducato di Borgogna e la Bresse e avrebbe sposato Isabella di Savoia, figlia del duca Emanuele di Savoia-Carignano,  la quale avrebbe portato una dote di 500.000 scudi.
La congiura — della quale esisteva addirittura una stesura scritta — fu denunciata al re da La Fin,doppiogiochista coinvolto nel complotto, che ne consegnò le prove ad Enrico IV. Il sovrano, inizialmente incredulo circa la colpevolezza del suo maresciallo, convocò Biron a corte. Questi continuò a negare ogni accusa. Enrico IV tentò più volte, arrivando perfino alle lacrime, di ottenere da lui una confessione, ma senza successo. Biron fu così arrestato, processato e accusato di alto tradimento e lesa maestà. Condannato alla decapitazione sulla piazza della Grève (odierna Place de l'Hôtel-de-Ville), Enrico IV, temendo disordini, ordinò che l’esecuzione avvenisse all'interno della Bastiglia dove Biron era detenuto. Lì fu infine decapitato il 31 luglio 1602.

## Carlo di Gontaut-Biron in letteratura
Carlo di Gontaut-Biron viene citato dal Manzoni nel Capitolo I de I promessi sposi, come vittima del Conte di Fuentes, governatore di Milano e autore di una delle tante "grida" contro i "bravi", poiché sarebbe stato il Fuentes la causa indiretta della condanna a morte del Biron, essendo stato lui a convincerlo a tradire il suo re Enrico IV.